# Ichneumon mucronator
Ichneumon mucronator là một loài tò vò trong họ Ichneumonidae.